# Claudia Ramírez
Claudia Ramírez (Minatitlán, 1964. július 30. –) mexikói színésznő.

## Élete és pályafutása
1964. július 30-án született Minatitlánban. 
1982-ben Rebecca Jones mellett debütált az El ángel caídoban. 1987 és 1991 között öt filmben szerepelt. 2001-ben a Lo que es el amor című telenovellában játszott Leonardo García Vale mellett. Ezután néhány évre visszavonult, hogy több időt töltsön férjével és két fiával. 2006-ban a La balada de Ringo Starr című filmben tért vissza. 2013-ban a Fortunában Mercedes Ledesmát alakította.

## Szerepei

### Telenovellák
- El ángel caído (1982) ... Brenda Haro
- Juana Iris (1985) ... Montserrat
- Lista negra (1986) ... Nora Capelli
- Cautiva (1986) ... Gabriela
- La indomable (1987) ... Nabile
- Morir para vivir (1989) ... Alicia Guzmán / Andrea Quijano
- La pícara soñadora (1991) ... Rosa Fernández García
- Triángulo (1992) ... Nina Granados Verti
- Los parientes pobres (1993) ... Juliana Santos
- María José (1995) ... María José
- Te sigo amando (1996)-(1997) ... Yulissa Torres Quintero
- Demasiado corazón (1998) ... Natalia Solórzano
- El amor de mi vida (1998) ... Ana Valdez
- Uroboros (2001) ... Ángela
- Lo que es el amor (2001) ... Tania Lomelí
- Infames (2012) ... María Eugenia Tequida
- Rosa Diamante (2012) ... Raquel Altamirano
- Fortuna (2013) ... Mercedes Ledesma
- A szenvedély száz színe (El color de la pasión) (2014) ... Rebeca Murillo de Gaxiola magyar hangja:Sallai Nóra
- Veronica aranya (Lo imperdonable) (2015) ... Magdalena 'Malena' Martínez de Botel magyar hangja:Kisfalvi Krisztina
- Titkok szállodája (El hotel de los secretos) (2016) ... Cecilia Gaitán
- Pillantásod nélkül (Sin tu mirada)(2017) ... Prudencia Arzuaga magyar hangja: Orosz Anna

### Tévésorozatok
- La Hora Marcada (1986)
- S.O.S.: Sexo y otros secretos (2007-2008) ... Irene
- Plaza Sésamo (2009) ... Clau
- Ópera prima (2010)
- Gritos de muerte y libertad (2010) ... Esposa de Riaño

### Filmek
- Dűne (1984)
- Crónica de familia (1986) ... María Iturbide
- Herencia maldita (1987)
- La furia de Dios (1988)
- Luna de miel al cuarto menguante (1990)
- El hijo de Lamberto Quintero (1990)
- Dentro de la noche (1991)
- Solo con tu pareja (1991) ... Clarisa Negrete
- Tres son peor que una (1992) ...
- Secuestro a mano armada (1992) ...
- Repartidores de muerte (1993) ... Claudia
- Los temerarios (1993)
- Vagabundo (1994) ... Perla
- Prueba de amor (1994)
- Juego limpio (1995) ... Alejandra
- Streeters (2001)
- Espinas (2005) ... Doña Cata
- Sexo, amor y otras perversiones (2006)
- La balada de Ringo Starr (2006)
- Casi treinta (2012)

## Fordítás
- Ez a szócikk részben vagy egészben  a   Claudia Ramírez című spanyol Wikipédia-szócikk fordításán alapul.  Az eredeti cikk szerkesztőit annak laptörténete sorolja fel. Ez a jelzés csupán a megfogalmazás eredetét és a szerzői jogokat jelzi, nem szolgál a cikkben szereplő információk forrásmegjelöléseként.